# Soichi Noguchi
Soichi Noguchi (Japans: 野口 聡, Noguchi Sōichi) (Yokohama, 15 april 1965) is een Japans ruimtevaarder. Noguchi’s eerste ruimtevlucht was STS-114 met de spaceshuttle Discovery en vond plaats op 26 juli 2005. Tijdens de missie werden onderdelen naar het Internationaal ruimtestation ISS gebracht.
In totaal heeft Noguchi drie ruimtevluchten op zijn naam staan, waaronder een langdurig verblijf aan boord van het Internationaal ruimtestation ISS. Tijdens zijn missies maakte hij drie ruimtewandelingen.
In november 2020 ging Noguchi met Crew Dragon-vlucht USCV-1 (SpaceX Crew-1) naar het ISS voor een 6 maanden durend verblijf.
Noguchi heeft gemeld in gesprek te zijn met Yusaku Maezawa over deelname aan Project dearMoon.

## Trivia
- Tijdens de training voor USCV-1 week Noguchi’s SpaceX ruimtepak af door een zwarte helm. Tijdens de vlucht had zijn pak wel de gebruikelijke witte helm.

1. ↑  (en)  A Japanese astronaut is in talks to join SpaceX's artist-filled Starship mission around the moon, Business Insider, 1 oktober 2020